# Ranchos
Ranchos är en kommunhuvudort i Argentina.   Den ligger i provinsen Buenos Aires, i den centrala delen av landet, 100 km söder om huvudstaden Buenos Aires. Ranchos ligger 26 meter över havet och antalet invånare är 7 916.
Terrängen runt Ranchos är mycket platt. Runt Ranchos är det glesbefolkat, med 9 invånare per kvadratkilometer.. Det finns inga andra samhällen i närheten.
Trakten runt Ranchos består i huvudsak av gräsmarker.